# BMW R 17
BMW R 17 – produkowany od 1935 do 1937 dwucylindrowy (bokser) motocykl firmy BMW. Był sportową wersją najpopularniejszego przedwojennego modelu R 12. Wyprodukowano tylko 434 egzemplarze w cenie 2040 Reichsmarek.

## Konstrukcja
Dwucylindrowy górnozaworowy silnik w układzie bokser o mocy 33 KM wbudowany wzdłużnie zasilany 2 gaźnikami AMAL 76/424.  Suche sprzęgło dwutarczowe połączone z 4-biegową, ręcznie sterowaną skrzynią biegów. Napęd koła tylnego wałem Kardana. Rama z tłoczonych profili stalowych ze sztywnym zawieszeniem tylnego koła. Z przodu i tyłu zastosowano hamulce bębnowe o średnicy 200mm.  Prędkość maksymalna 140 km/h.
Jako pierwszy motocykl na świecie R17 (wraz z bliźniaczym modelem R 12) wyposażony był przedni widelec teleskopowy z tłumieniem olejowym.